# Konstantin Jurjewitsch Batygin

Konstantin Jurjewitsch Batygin (2022)

Konstantin Jurjewitsch Batygin (russisch Константи́н Юрьевич Батыгин, * 23. März 1986 in Moskau) ist ein in den USA lebender Astronom russischer Herkunft und Professor für planetarische Wissenschaft am Caltech. Das Forbes-Magazin wählte ihn 2015 auf die “30-under-30:-Young-Scientists-who-are changing-the-world”-Liste. Eine Arbeit über den hypothetischen Planet Neun, die er zusammen mit Michael E. Brown im Januar 2016 veröffentlichte, erhielt weltweit große Medienresonanz.

## Privates
Konstantin Batygin ist verheiratet mit Olga A. Batygin (geb. Mishina) und hat eine Tochter und einen Sohn.